# Río Yalu
El río Yalu (en chino, 鸭绿; pinyin, Yālù) o río Amrok (en hangul, 압록강; McCune-Reischauer, Amnokkang) es un río fronterizo de Asia oriental. Junto con el río Tumen, al este las estribaciones del monte Paektu, forman la frontera sino-norcoreana. Su valle se convirtió en escenario de varios conflictos militares en los últimos siglos. El nombre chino proviene de una palabra manchú que significa «el límite entre dos campos». Según algún académico, la frontera entre Corea y China a lo largo del río Yalu es la frontera internacional sin cambios más larga de la historia, con al menos 1000 años.
Nace a 2500 metros sobre el nivel del mar en Paektu-san —el punto culminante de Corea del Norte—, en las montañas Changbai y fluye a lo largo de aproximadamente 800 km (entre 790 km y 813 km, según las fuentes) para desembocar en la bahía de Corea en el mar Amarillo, entre la ciudad china de Dandong y la norcoreana de Sinuiju.
El río no es fácilmente navegable en la mayor parte de su curso y la mayor parte se congela durante el invierno y se puede cruzar a pie.

## Etimología
El nombre coreano de Amrok (압록) probablemente deriva del antiguo coreano de Goguryeo. En el registro de este reino en Samguk Sagi, menciona el nombre de un lugar, el valle occidental de Amnok (서압록곡), que sería un ejemplo que indicaría que era originalmente el hidrónimo utilizado para este río en Goguryeo en ese tiempo.
También se le conoce con el nombre de Arinarye (아리나례강, 阿利那禮江). Ari, una palabra del coreano antiguo, era utilizada para referirse a la 'espiritualidad (신령성 神靈性) del sol'. El segundo componente podría estar relacionado también con otra palabra del coreano antiguo nari (나리 川理) «río o arroyo».
Hay dos hipótesis sobre el origen del nombre del río Yalu: una es que el nombre derivaría de la lengua manchú, de Yalu ula, siendo yalu  'la frontera entre dos países' (en chino mandarín, yālù se aproxima fonéticamente a la palabra manchú original, pero literalmente significa 'verde pato', que se decía que fue alguna vez el color del río), la otra teoría es que el río recibió su nombre de la combinación del nombre de sus dos brazos superiores, llamados 鴨 (Yā o Ap) y 綠 (Lù o R(o n)ok)", respectivamente.
La romanización revisada del coreano lo transliteró como Amnokgang (pronunciación en coreano: /amnok.k͈aŋ/, río Amnok) y la romanización revisada del Hangeul como Aprokgang (pronunciación en coreano: /amnok.k͈aŋ/, río Aprok).

## Geografía

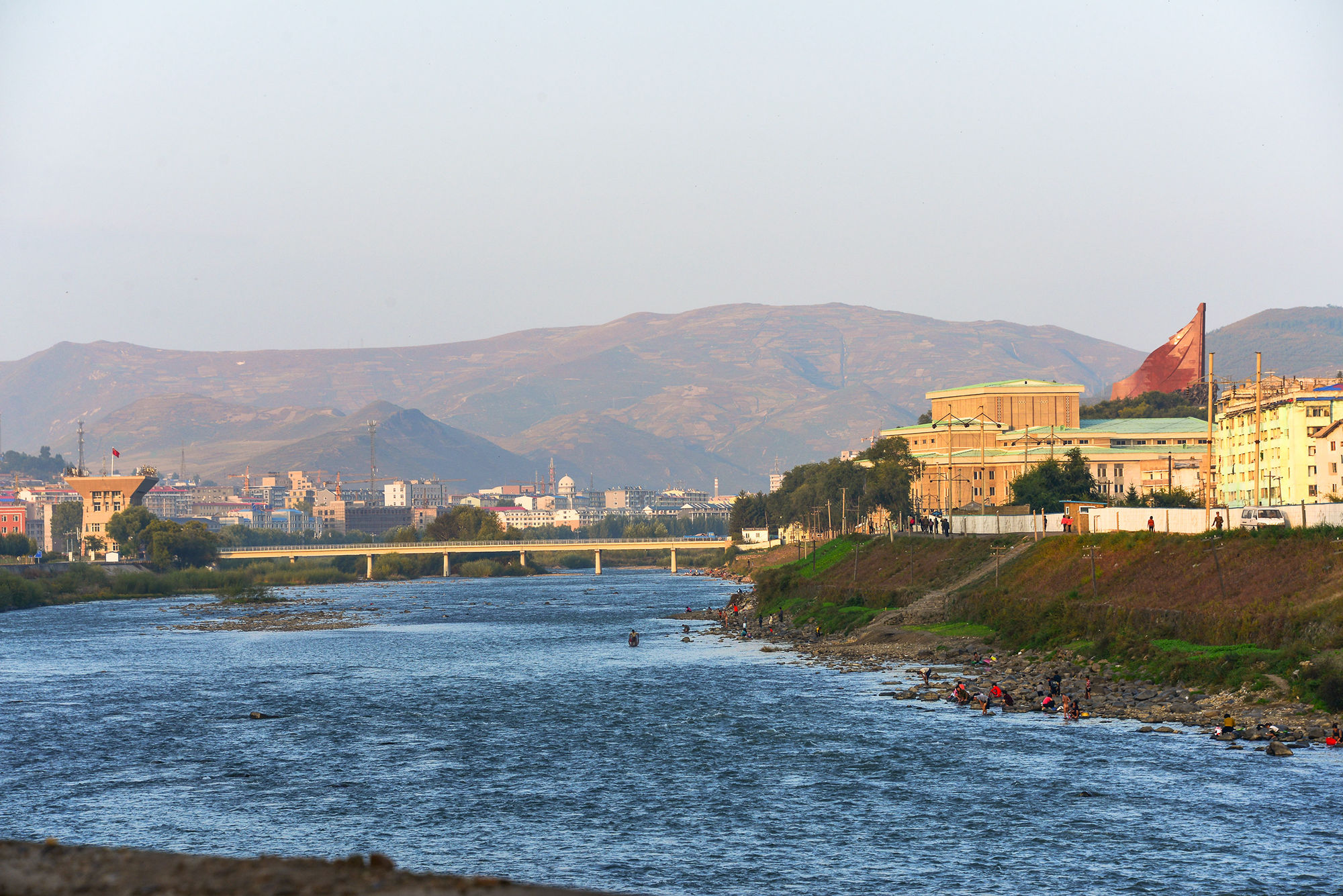
Puente internacional Changbai-Hyesan

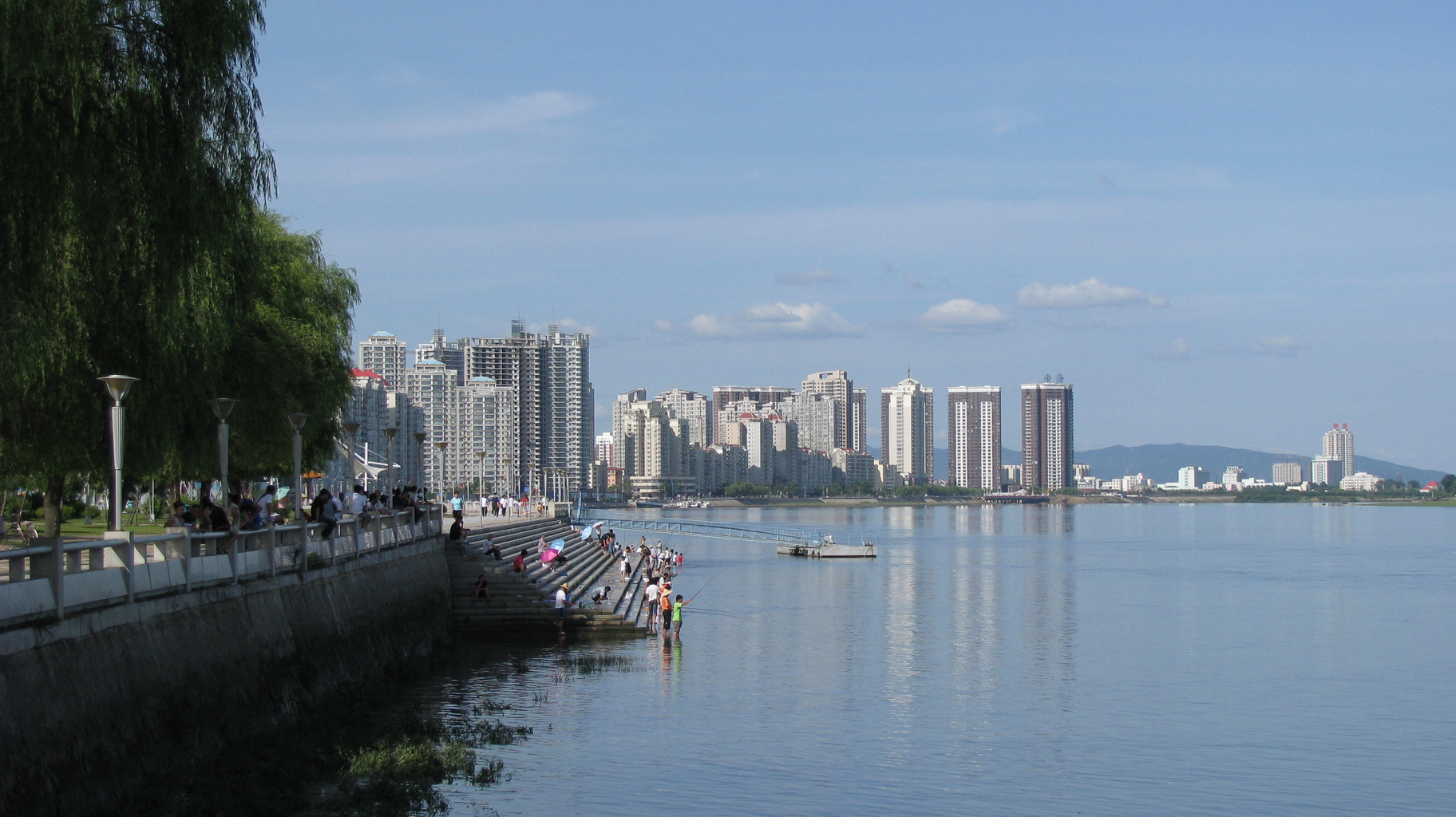
El río Yalu en Dandong

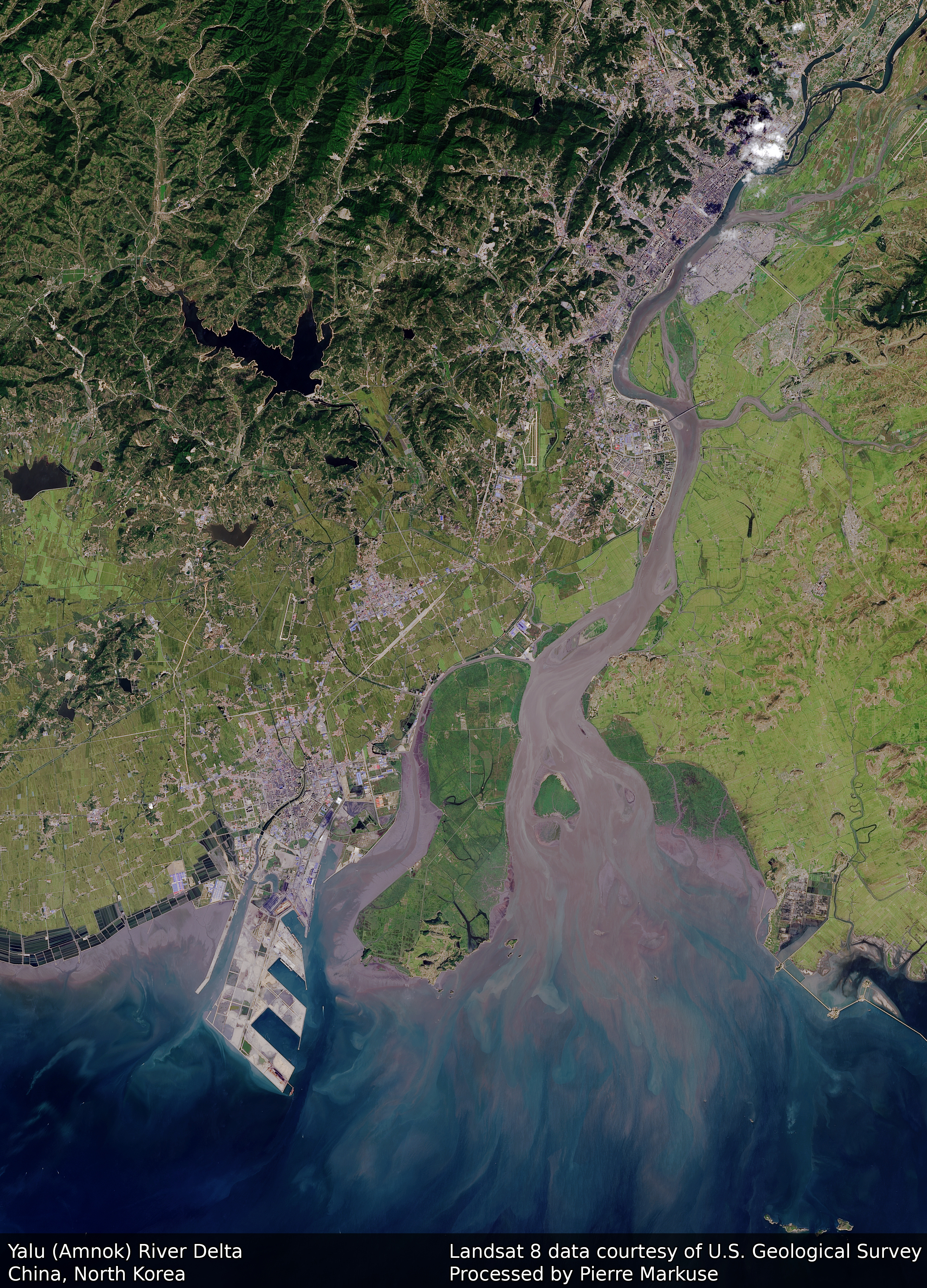
Vista de satélite del delta del río Yalu

El río Yalu nace a unos 2500 metros sobre el nivel del mar en el monte Paektu, en la frontera entre China y Corea del Norte, algo al sur del lago Tianchi o lago Celestial. Luego fluye hacia el sur hasta la ciudad norcoreana de Hyesan antes de recorrer otros 130 km en dirección noroeste hasta la ciudad china de Linjiang y luego remprender una ruta más al suroeste durante unos 300 km para desembocar en la bahía de Corea, entre las ciudades china de Dandong y norcoreana de Sinuiju. La desembocadura del río Yalu es el punto más septentrional de la costa de China continental. 
El río es en todo su curso frontera internacional, siendo en China, desde su nacimiento, el límite de:
- provincia de Jilin:
  - ciudad-prefectura de Baishan:
    - condado autónomo de Changbai;
    - Linjiang;
    - distrito de Hunjiang;

  - ciudad-prefectura de Tonghua:
    - Ji'an;
- en la provincia de Liaoning
  - ciudad-prefectura de Dandong:
    - condado autónomo de Kuandian;
    - distrito de Zhen'an;
    - distrito de Zhenxing;
    - distrito de Yuanbao.

Al otro lado del río, en Corea del Norte, el Yalu es el límite de:
- Provincia de Ryanggang:
  - Samjiyon
  - condado de Pochon
  - Hyesan (capital)
  - condado de Samsu
  - condado de Kimjongsuk 
  - condado de Kimhyongjik
- Provincia de Chagang:
  - condado de Chunggang
  - condado de Chasong
  - Manpo
  - condado de Wiwon
  - condado de Chosan
  - condado de Usi
- Provincia de Pyongan del Norte
  - condado de Pyŏktong
  - condado de Changsŏng
  - condado de Sakju
  - condado de Uiju
  - Sinuiju
  - condado de Sindo

El río Yalu tiene una longitud de 795 km —de los que 575 km son parte de la frontera de la provincia de Jilin y 220 km de la provincia de Liaoning— y drena una cuenca hidrográfica de más de 61 900 km², de los que 32 500 km² pertenecen a China. Los afluentes más importantes del Yalu son los ríos Changjin (장진강 ()), Hochon (허천강 ()) y Togro (독로강 ()), del lado coreano y Ai (o Aihe) (璦河) (182 km) y Hun (浑江) o Hunjiang (446 km) del lado chino. El río no es fácilmente navegable en la mayor parte de su longitud. La mayor parte del río se congela durante el invierno y se puede cruzar a pie.
La profundidad del río Yalu varía desde algunas de las partes menos profundas en el lado este de Hyesan (1 m) hasta las partes más profundas del río cerca del mar Amarillo (2,5 m). El estuario es el sitio del Área Importante para las Aves del estuario del río Amrok, identificada como tal por la BirdLife International.
Alrededor de 205 islas se encuentran en el Yalu. En 1962, un tratado fronterizo entre Corea del Norte y China dividió las islas según el grupo étnico que vivía en cada una de ellas: Corea del Norte recibió 127 y China 78. Debido a los criterios de división, algunas islas, como la isla Hwanggumpyong, pertenecen a Corea del Norte, aunque lindan con el lado chino del río.

## Galería

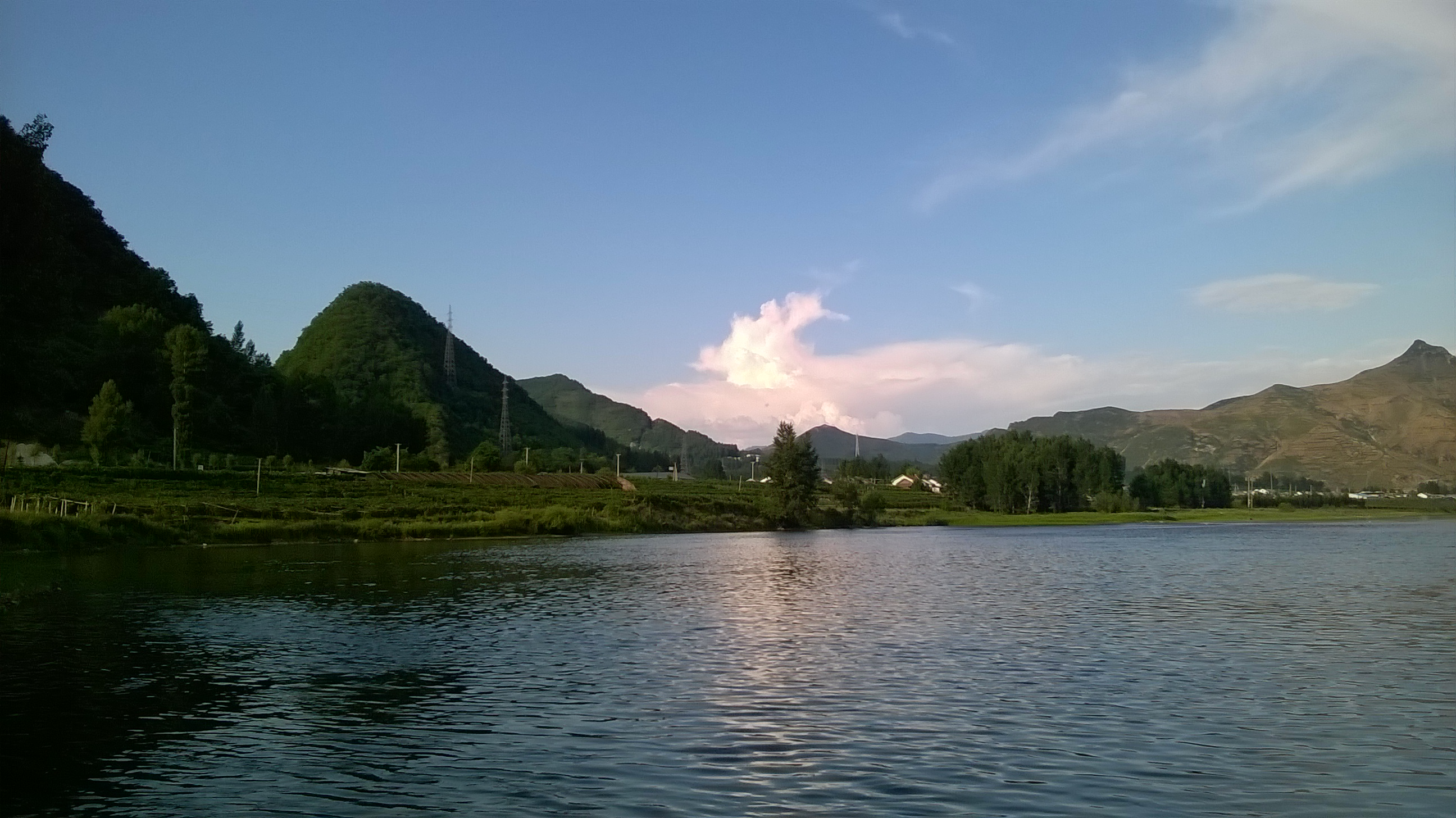
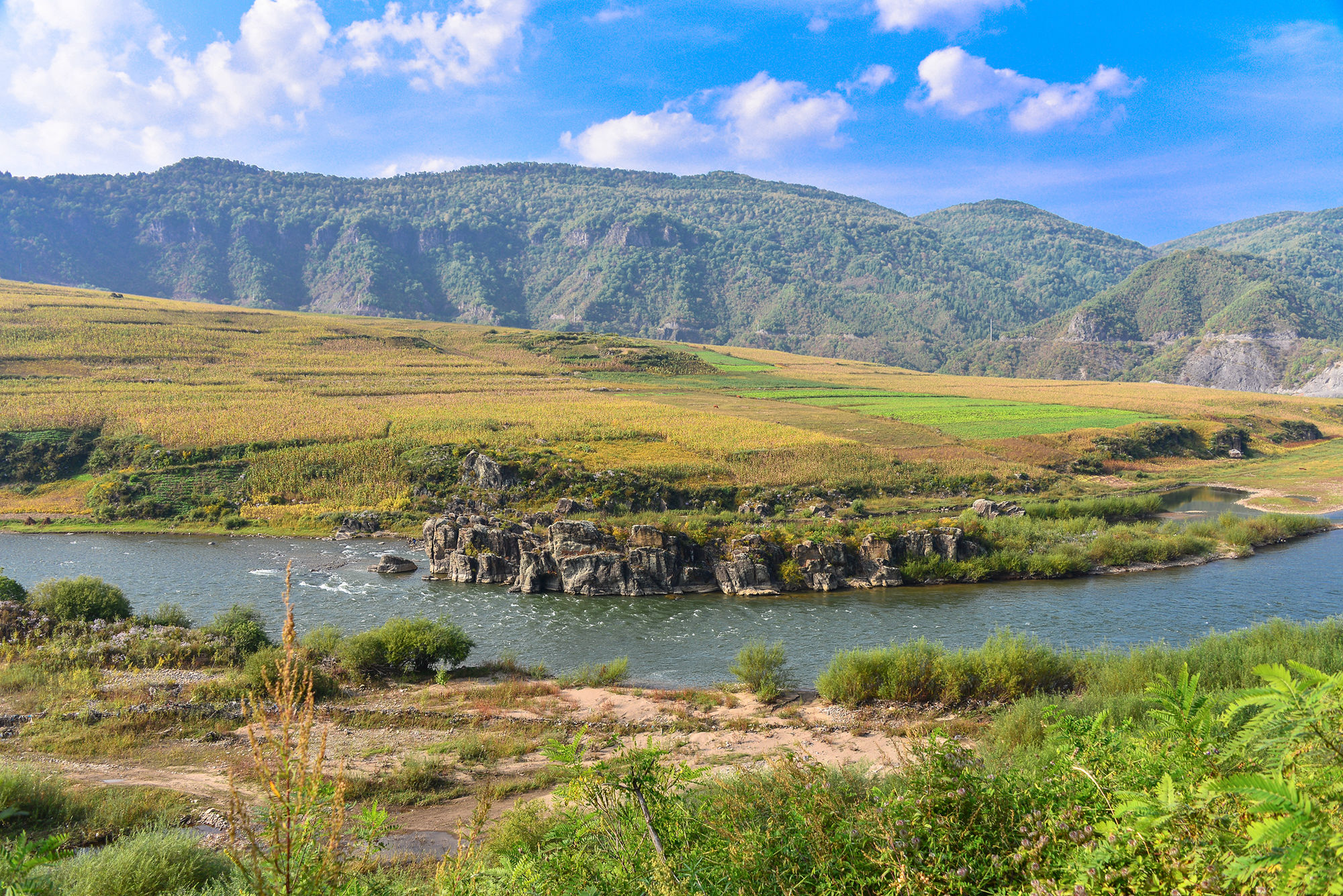
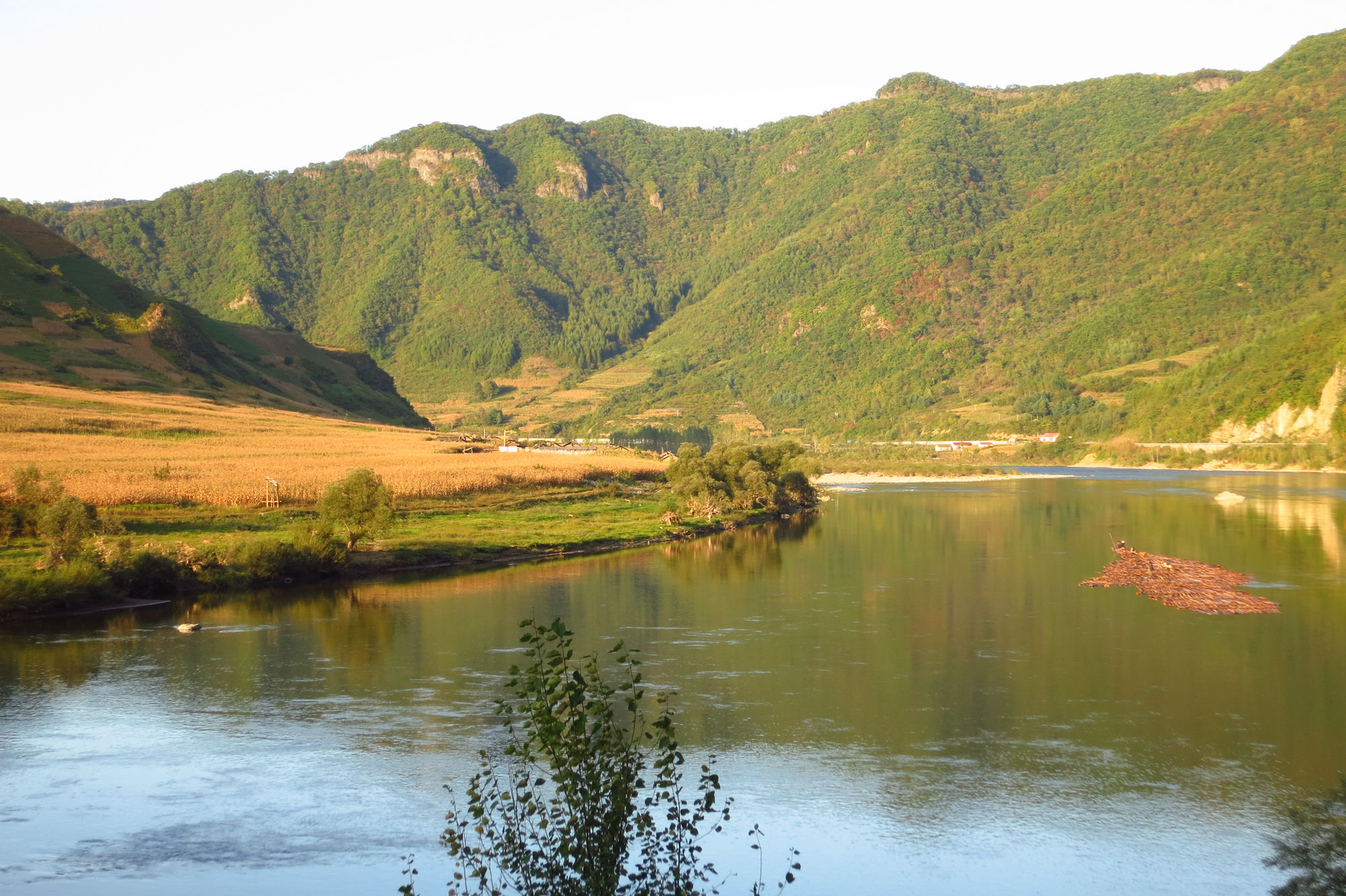
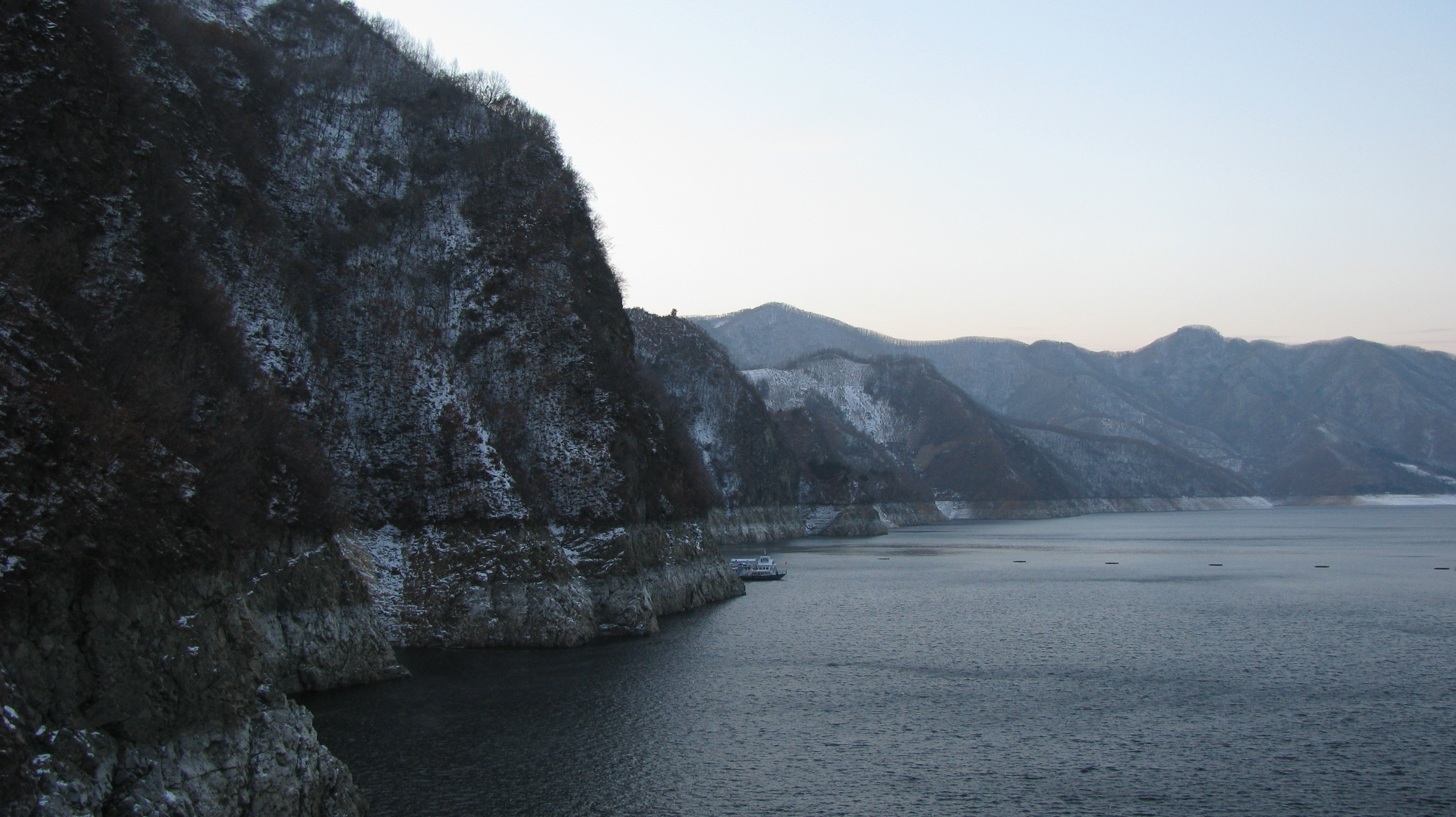
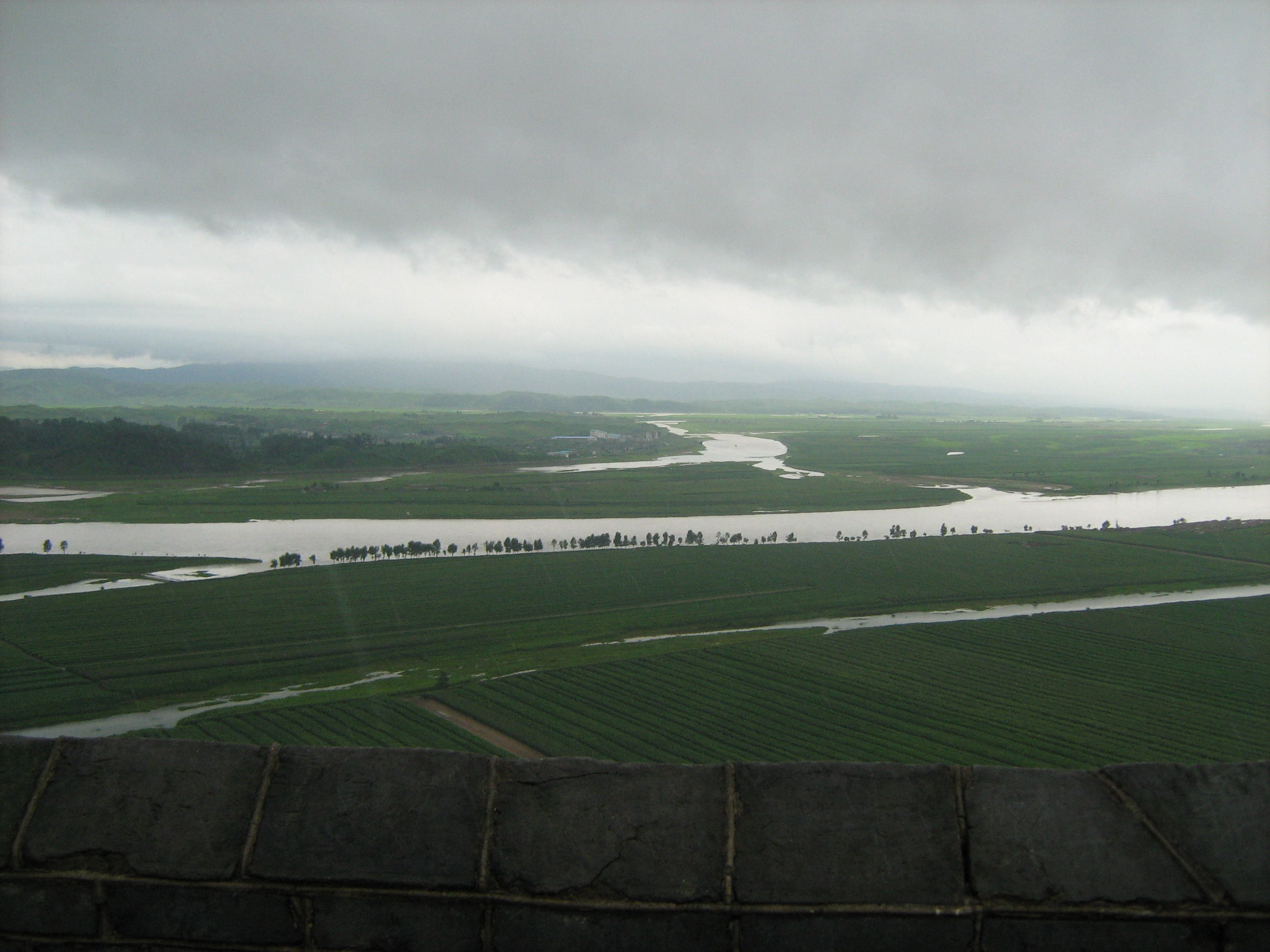
Vista del delta

## Hidrología
La diferencia de altitud entre el tramo superior e inferior del río Yalu es grande, alcanzando los 2440 metros. La precipitación anual en el río Yalu es de aproximadamente 870 mm, que aumenta gradualmente desde aguas arriba hasta aguas abajo, concentrándose el 70% de junio a septiembre. El caudal medio es de 1040 m³/s y el escurrimiento anual es de 32,76 km³. Las inundaciones durante la crecida se forman de julio a agosto y el caudal máximo es de 15 a 25 veces el caudal medio anual.

### Afluentes
Los principales afluentes del río Yalu son:
- Ribera norte (en China):
  - río Badaogou (八道沟河 84,9 km), río Sandaogou (三道沟河 83,6 km), río Hunjiang (浑江 446,5 km y una cuenca de 15 381 km²), río Hongtuya (红土崖河 56,9 km), río Daluoquan (大罗圈河 65,9 km)
  - río Hani (哈泥河) (137 km y 1489 km²), río Guixiao (蝲蛄河) (73,9 km), río Weisha (苇沙河) (49,3 km), río Xiaoxinkai (小新开河) (70,4 km), río Ful (富尔河 123 km y 1501 km²)
  - río Daya (大雅河) (83,2 km), río Banla (半拉江) (95 km y 1315 km²), río Pushi (蒲石河) (126,4 km y 1168,55 km²), río Ai (瑷河 192 km y 5817,67 km²), río Badao (八道河), río Cao (草河 143,3 km y 2176,44 km²), río Liulin (柳林河)

- Ribera sur (en Corea del Norte):
  - Río Tulu (秃鲁江), río Changjin (长津江 261 km con una cuenca de 6976 km²), río Cicheng (慈城江), río Xuchuan (虚川江), río Chungman (忠满江).

## Clima y biología
Toda la cuenca del río Yalu tiene un clima fresco y húmedo, con bosques mixtos de coníferas y latifoliadas dominados por los pinos coreanos, abedules y bosques de robles en los tramos inferiores. Con una diversidad de animales y plantas salvajes, y en la zona de la ría abundan los morrallos de gran tamaño. En la desembocadura en el mar, se ha establecido la Reserva Natural de Humedales Costeros del Estuario del Río Yalu.

## Historia

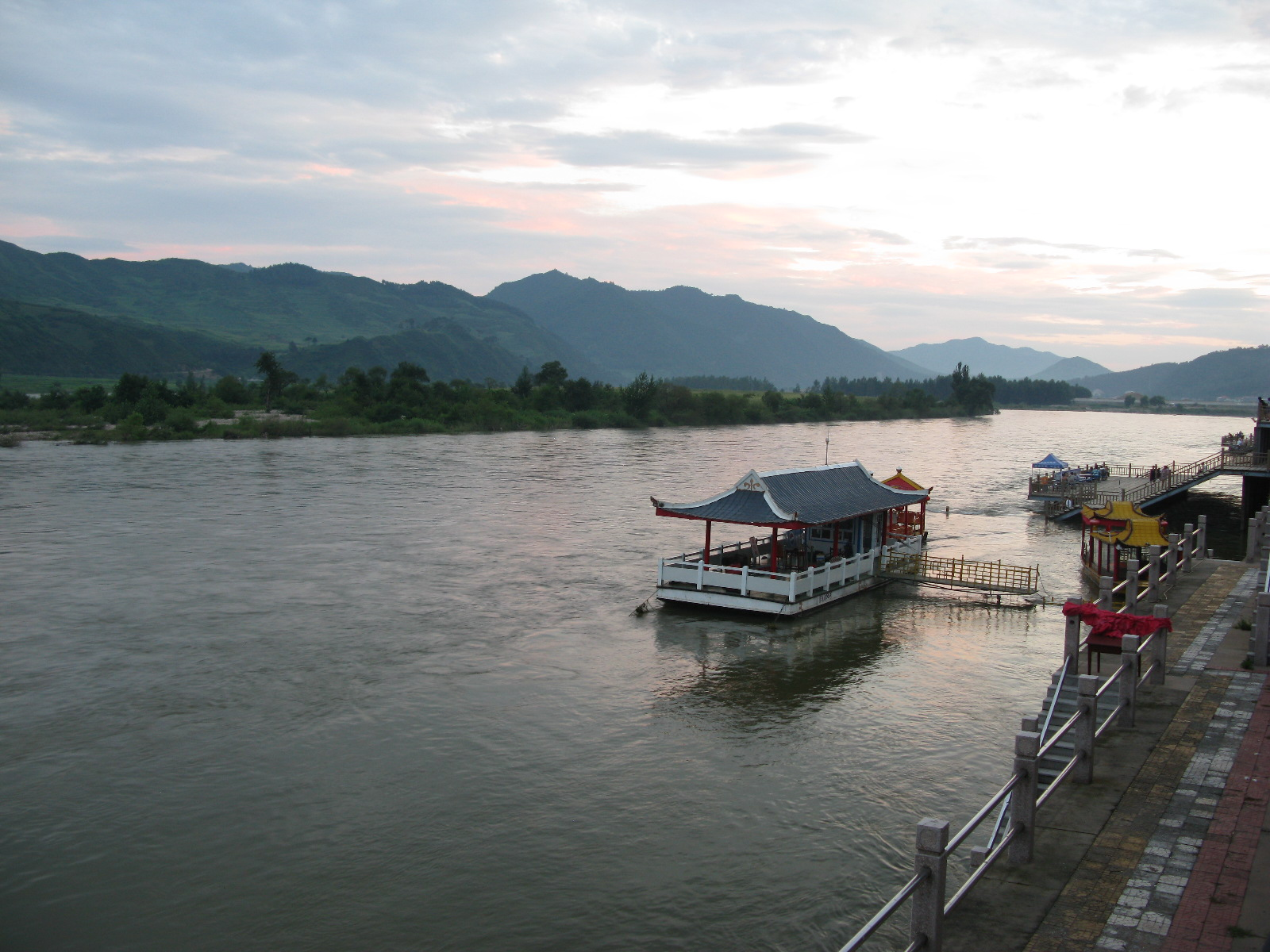
El río Yalu en Ji'an, en la provincia china de Jilin

La cuenca del río es el lugar donde llegó al poder el antiguo reino coreano de Goguryeo. Muchas antiguas fortalezas se erigieron a lo largo del río y la antigua capital de ese reino estaba situada en lo que ahora es la ciudad de tamaño medio de Ji'an a lo largo del Yalu, un sitio rico en reliquias de la era Goguryeo.
La isla fluvial de Wihwa es históricamente famosa por ser el lugar donde, en 1388, el general Yi Songgye (más tarde Taejo de Joseon) decidió retirar su ejército hacia el sur, a Kaesong. En la primera de una serie de revueltas que finalmente llevaron al establecimiento de la dinastía Joseon.
El río ha sido escenario de varias batallas debido a su ubicación estratégica entre Corea y China, entre ellas:
- Batalla del río Yalu (1894), en la primera guerra sino-japonesa, con victoria japonesa.
- Batalla del río Yalu (1904), en la guerra ruso-japonesa, también con victoria japonesa.
- Batalla cercana al río Yalu (1950), en la guerra de Corea.

El lado sur del río estuvo fuertemente industrializado durante la ocupación japonesa de Corea (1910–1945) y en 1945, casi el 20% de la producción industrial total del Imperio de Japón se originaba en Corea.
Durante la guerra de Corea, el movimiento de tropas de las Naciones Unidas acercándose al río, a pesar de las repetidas advertencias de China de no hacerlo, precipitó una intervención china masiva en los alrededores de Dandong. Durante el conflicto, todos los puentes que cruzaban el río fueron destruidos, excepto uno, el puente de la Amistad Sinocoreana que conectaba Sinuiju, Corea del Norte, con Dandong, China. Durante la guerra, el valle que rodea el extremo occidental del río también se convirtió en el punto focal de una serie de combates aéreos por la supremacía aérea sobre Corea del Norte, ganándose el apodo de «MiG Alley» en referencia a los cazas MiG-15 pilotados por las fuerzas combinadas norcoreanas, chinas y soviéticas. Cuando las fuerzas de la ONU durante la guerra de Corea avanzaban hacia Yalu, China bajo el presidente Mao Zedong entró en la guerra del lado de Corea del Norte.
El río ha sido cruzado con frecuencia por norcoreanos que huyen a China desde principios de la década de 1990, aunque el río Tumen sigue siendo el camino más utilizado para esos refugiados.
Según un académico, la frontera entre Corea y China a lo largo del río Yalu es la frontera internacional sin cambios más larga de la historia, con una duración de al menos 1000 años.

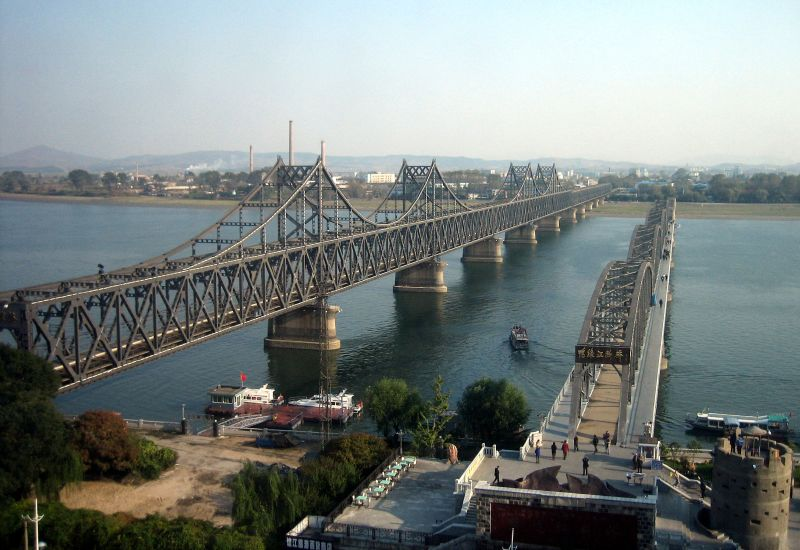
Los dos puentes del Yalu entre Sinŭiju y Dandong. A la izqda., el [puente de la Amistad Sinocoreana]] —abierto en 1943 y destruido por ataques aéreos estadounidenses durante la guerra, pero reparado después de 1953— y a la dcha., el puente roto del río Yalu
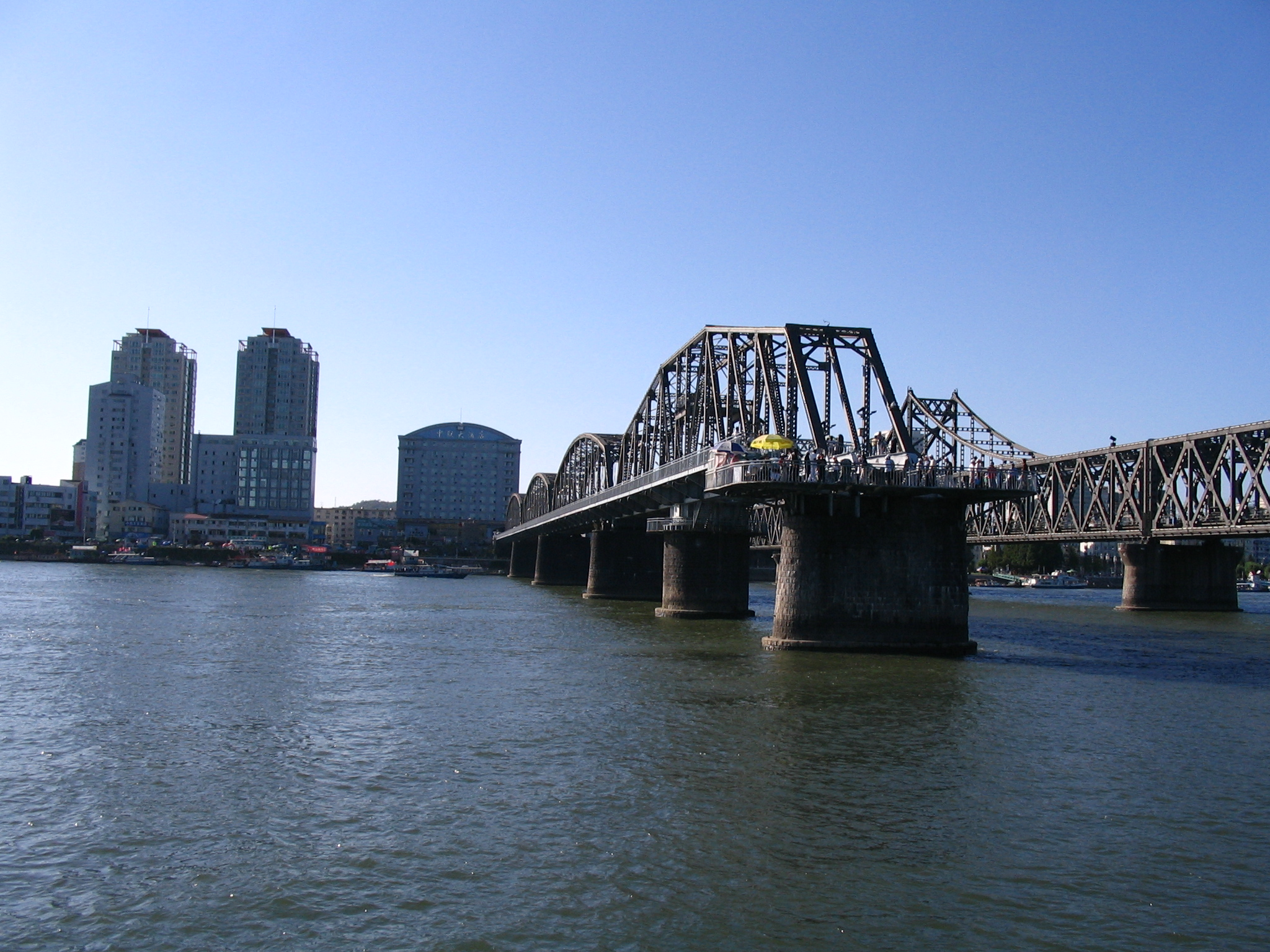
Puente roto del río Yalu, inaugurado en 1911 y destruido en la Guerra de Corea. La parte que se conserva ahora es un puente peatonal turístico.
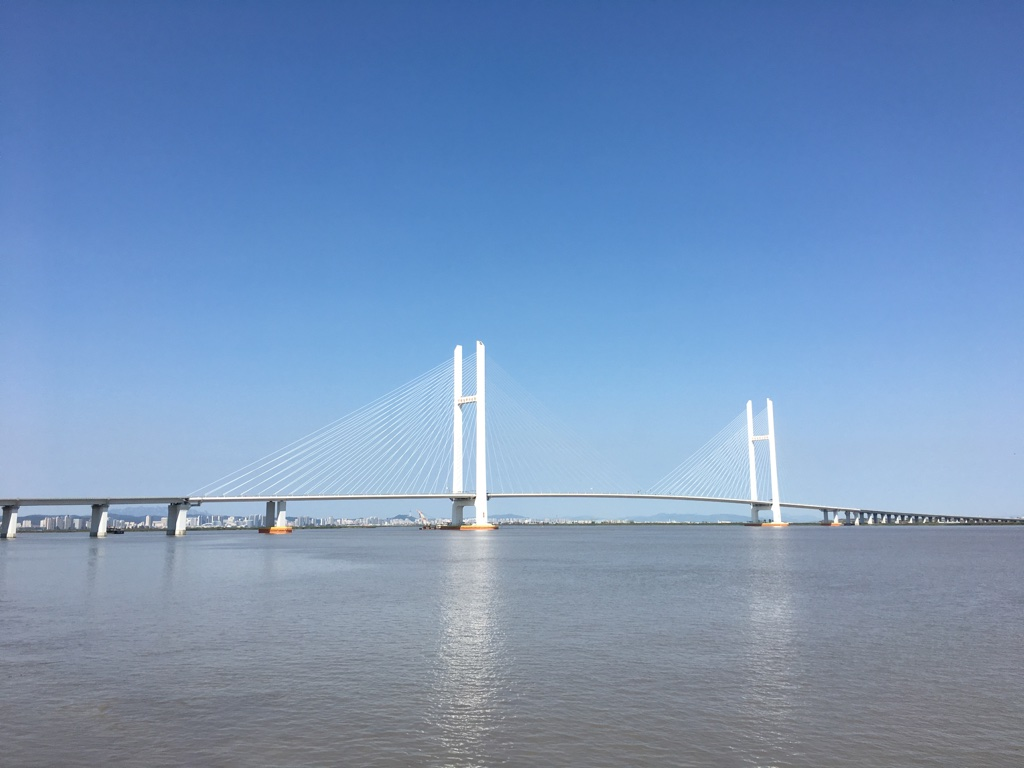
Nuevo puente sobre el río Yalu

## Economía

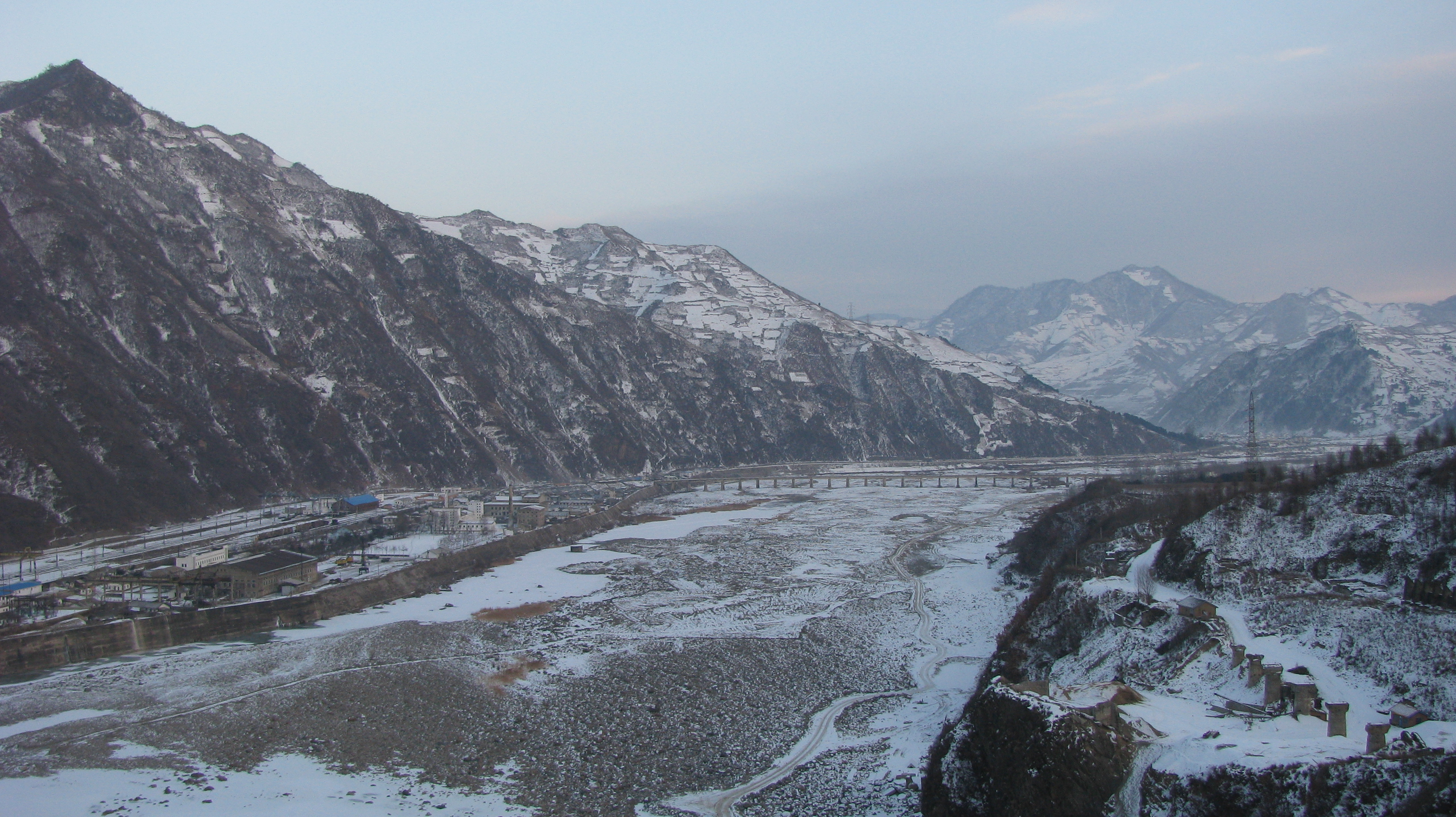
El Yalu cerca de la presa Unbong (1959-1965)

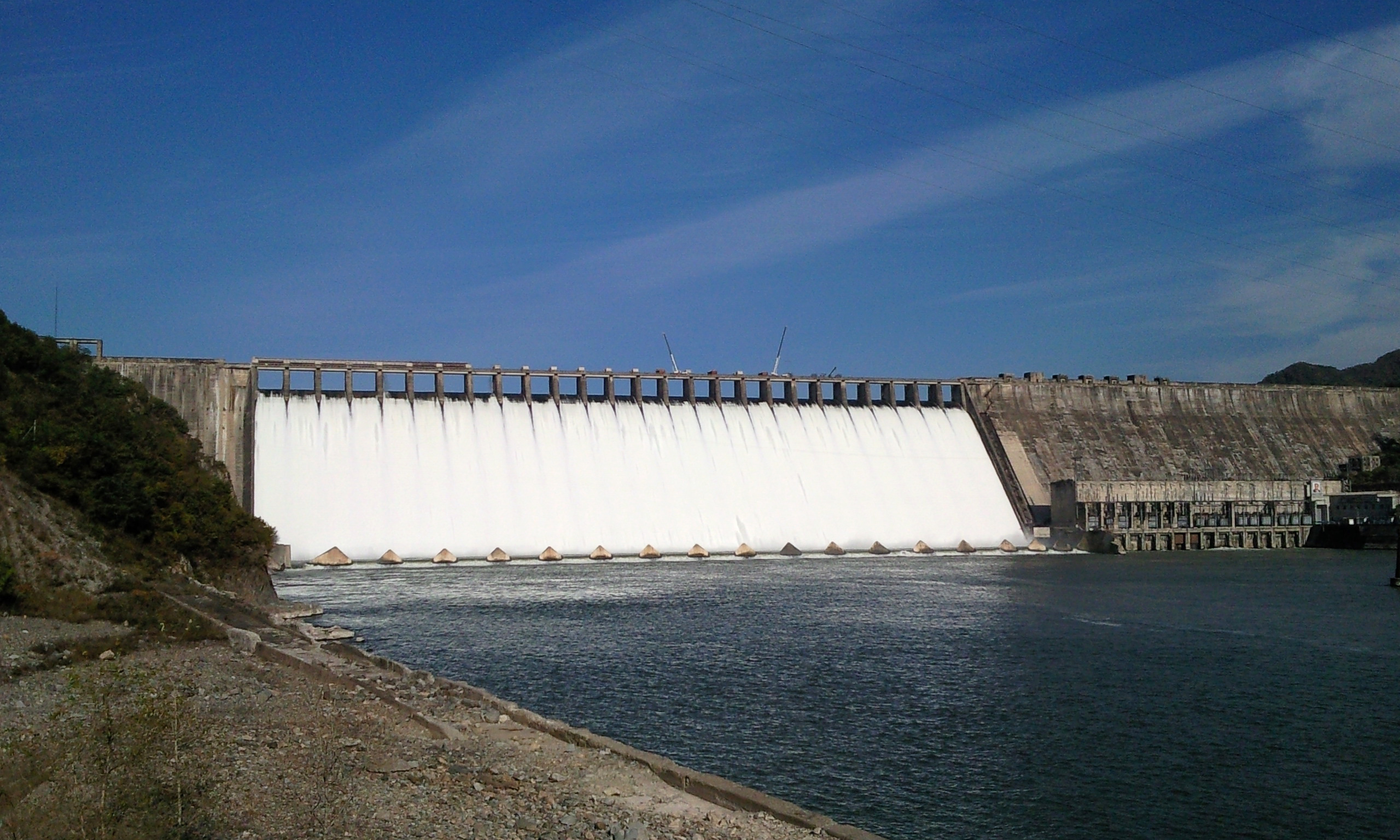
Presa de Supong

El río es importante para la generación de energía hidroeléctrica, y una de las primeras grandes presas hidroeléctricas de Asia es la presa Sup'ung, de 106 metros de altura y con más de 850 metros de largo, ubicada aguas arriba de Sinuiju, en Corea del Norte. La presa ha creado un embalse sobre una parte del río, llamado lago Supung. Aguas abajo de Sup'ung se encuentra la presa Taipingwan y aguas arriba la presa Unbong (1959-1965). Ambas represas también producen energía hidroeléctrica.
Además, el río se utiliza para el transporte, en particular de madera procedente de sus riberas boscosas. El río proporciona pescado a la población local.
En el delta del río, aguas arriba de Dandong y adyacente a Hushan, se encuentran varias aldeas norcoreanas. Las condiciones económicas en estas aldeas han sido descritas como malas, sin acceso a la electricidad.

## Cruces

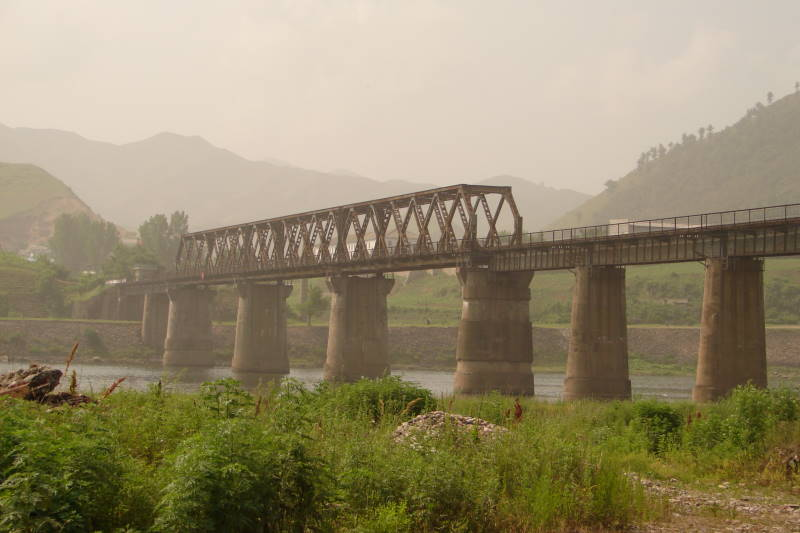
Puente ferroviario fronterizo sobre el río Ji'an Yalu, entre Ji'an (China) y Manp'o (Corea del Norte)

- Puente ferroviario fronterizo sobre el río Ji'an Yalu, Ji'an China – Manp'o (Corea del Norte)
- Nuevo puente sobre el río Yalu, entre Dandong (China) y Sinŭiju (Corea del Norte)
- Puente de la Amistad Sinocoreana, Dandong (China)– Sinŭiju (Corea del Norte)